# Dôme de Salò

Crucifix, aujourd'hui attribué à Paolo Moerich, dans le dôme de Salò. Photo septembre 2020.

Le dôme de Salò est le plus grand édifice religieux de la ville de Salò, en Italie.

## Histoire et œuvres possédés
Dédiée à Santa Maria Annunziata, l'église conserve des peintures du Romanino, d'Alessandro Bonvicino, de Zenone Veronese et de Paolo Veneziano.

## Le portail
Le portail du dôme de Salò fut réalisé entre 1506 et 1509 par Gasparo Cairano et Antonio Mangiacavalli, et devint ainsi un des principaux chefs-d’œuvre de la sculpture Renaissance de Brescia.

## Galerie

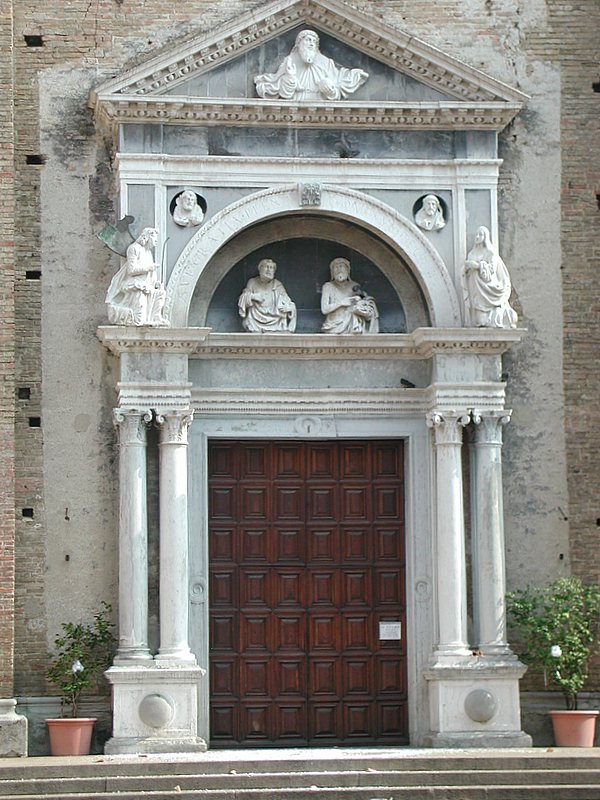
Porte de la façade avant
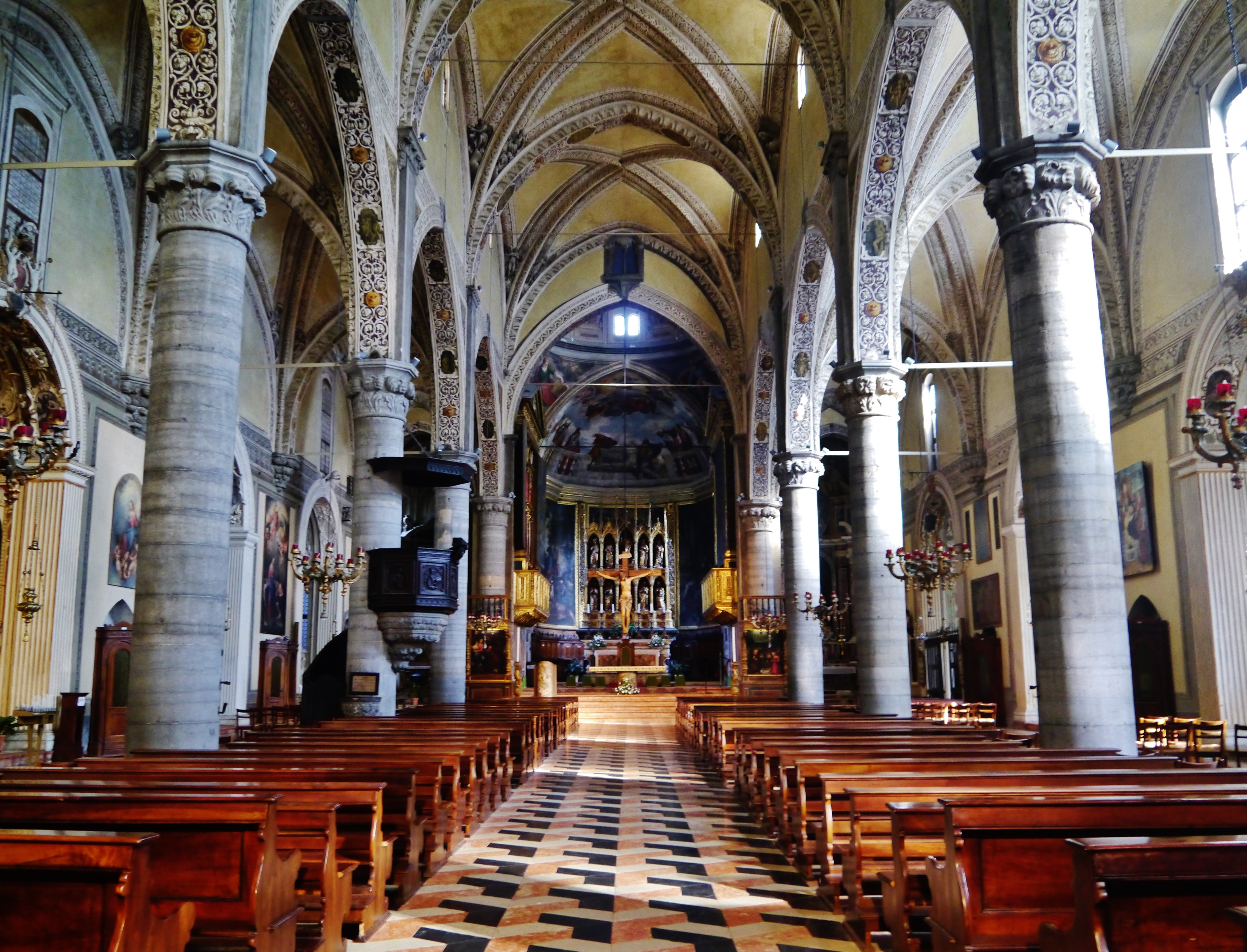
Nef
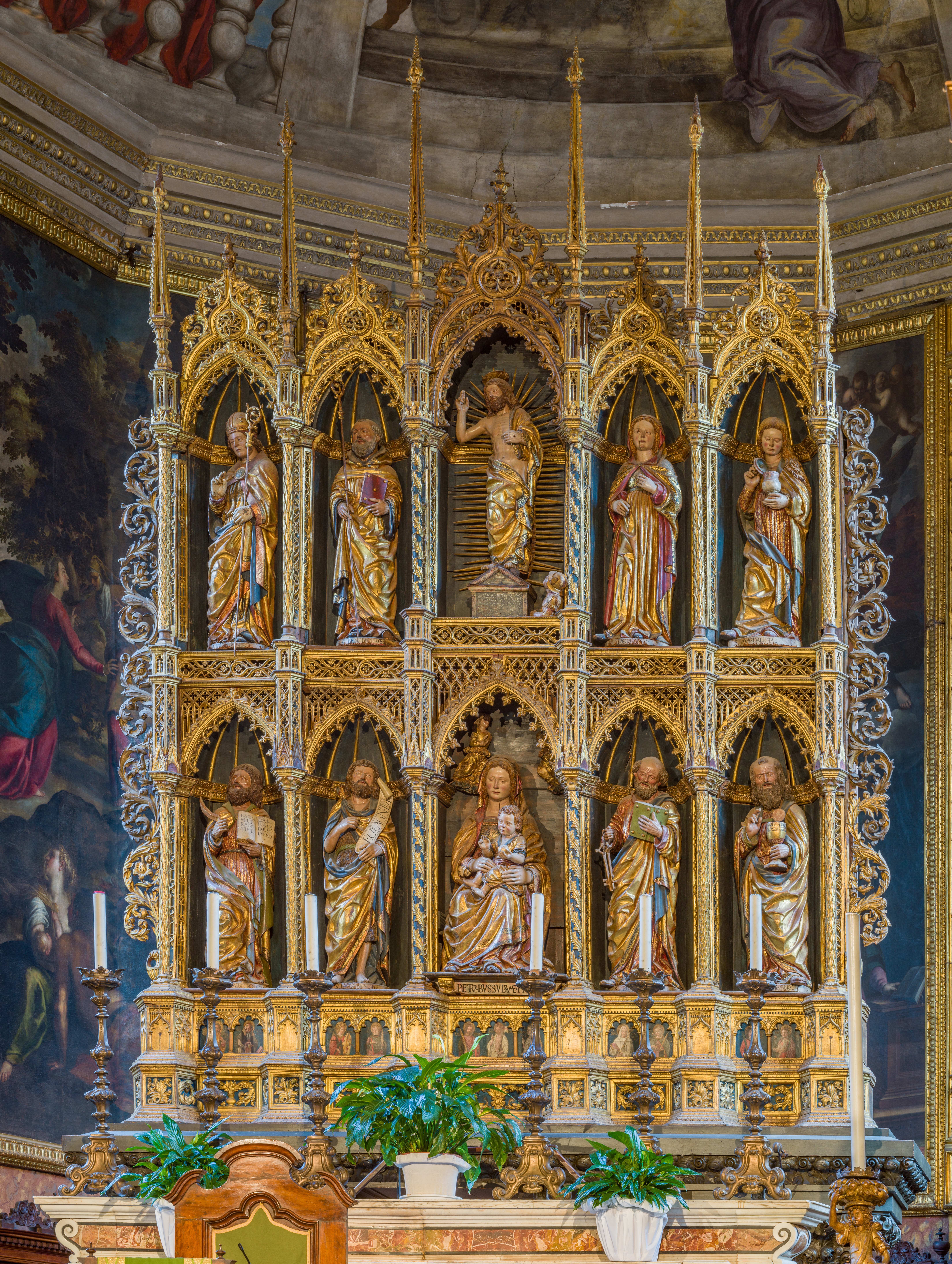
Maître-autel
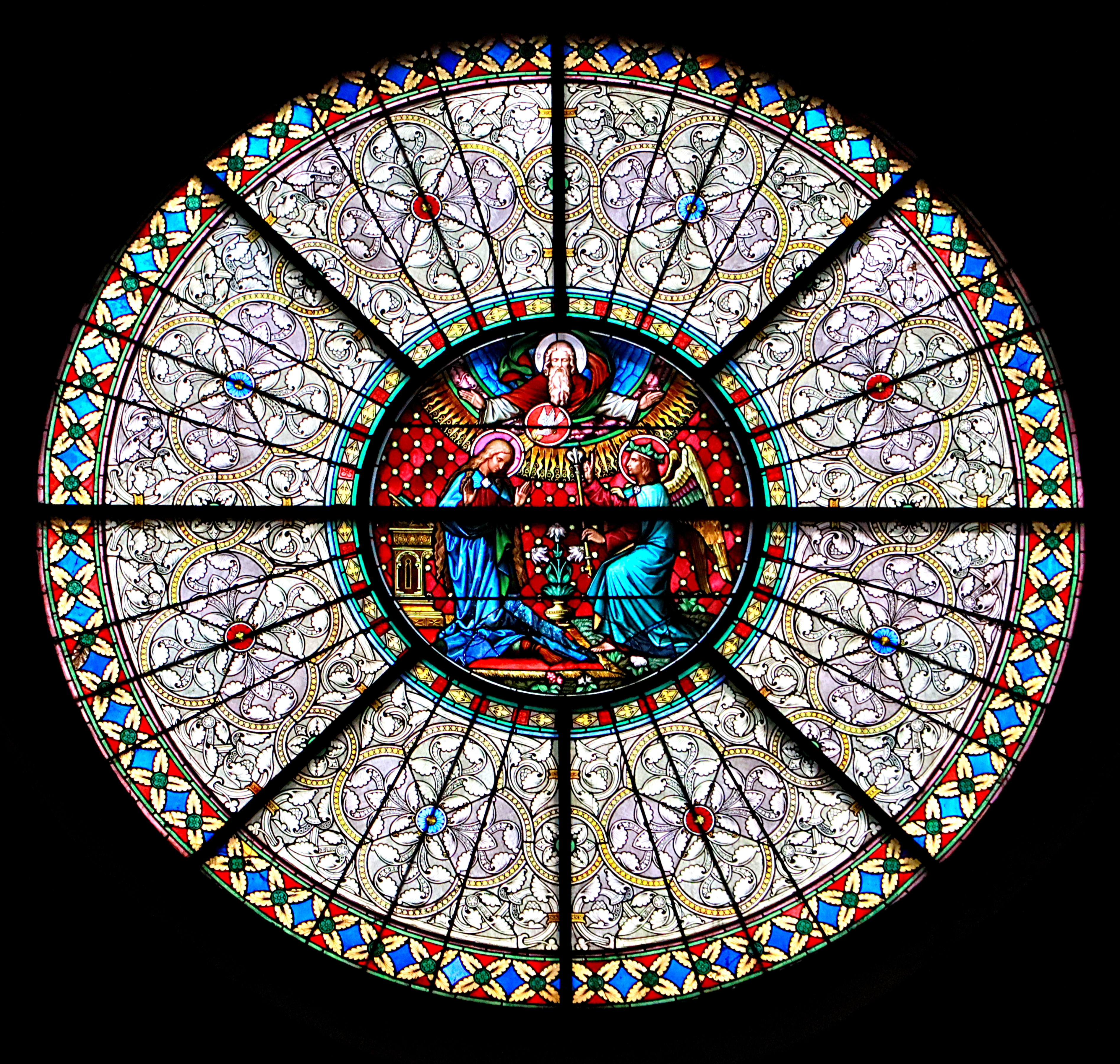
Rosace

## Œuvres conservées
- Madonna tra i santi Bonaventura e Sebastiano, vers 1517, huile sur bois, Il Romanino.
- Sant'Antonio da Padova e un donatore (soit : Saint Antoine de Padoue et un donateur), 1529, huile sur toile, Il Romanino.
- Compianto sul Cristo morto e Simboli degli Evangelisti, Vérone vers 1484 - Salò avant 1554, huile sur bois, Zenone Veronese.

## Sources et bibliographie
- (it) Cet article est partiellement ou en totalité issu de l’article de Wikipédia en italien intitulé « Duomo di Salò » (voir la liste des auteurs).
- Monica Ibsen, Il duomo di Salò, Gussago, 1999.
- Anton Maria Mucchi, Il duomo di Salò, Bologne, 1932.
- Vito Zani, Gasparo Cairano, Roccafranca, La Compagnia della Stampa, 2010.